# 路易斯·洛佩斯
路易斯·洛佩斯·马莫尔（西班牙語：Lluís López Mármol，1997年3月5日—），西班牙职业足球运动员，司职后卫，目前效力于中超俱乐部山东泰山。

## 职业生涯
洛佩斯出生于加泰罗尼亚巴塞罗那省圣胡安-德托鲁埃利亚，在曼雷萨体操开始足球生涯，并于2005年加入西班牙人青训梯队。2015年6月4日，他被提拔至预备队，并于7月9日被征召至一线队参加季前热身赛。
2015年8月23日，洛佩斯在西班牙人B队主场1-0战胜莱里达体育的西乙二级联赛中完成职业生涯首次出场。10月4日，他在主场1-1战平巴伦西亚B队的比赛中打入个人首个进球，13天后，他又在主场4-5负于埃尔达人的比赛中打入两球。
2018年7月6日，洛佩斯与俱乐部续约至2022年，并在2019-20赛季之前被提拔至一线队。11月1日，在客场1-2负于加的斯的西班牙国王杯比赛中，他在下半场替换受伤的纳尔多，完成一线队首次出场。
2019年1月21日，洛佩斯在客场0-3负于埃瓦尔的比赛中打满全场，完成首次西甲联赛出场。次年1月30日，鲜有出场机会的洛佩斯被租借至西乙联赛球队特内里费，租期至2019-20赛季结束。
结束租借返回后，洛佩斯在2020-21赛季参加了18场比赛，西班牙人也在该赛季重返顶级联赛。2021年8月18日，他与俱乐部解约，并在几个小时后与西乙联赛球队萨拉戈萨签订了一份为期两年的合同。
2025年7月21日，洛佩斯以自由球员身份转会至中超联赛俱乐部山东泰山。